# Montchauvet, Calvados
Montchauvet är en kommun i departementet Calvados i regionen Normandie i norra Frankrike. Kommunen ligger i kantonen Le Bény-Bocage som ligger i arrondissementet Vire. År 2018 hade Montchauvet 381 invånare.

## Befolkningsutveckling
Antalet invånare i kommunen Montchauvet
Referens:INSEE